# Skogsbränderna i Portugal 2017
Skogsbränderna i Portugal 2017 var en naturkatastrof som drabbade de centrala delarna av Portugal i juni 2017. Ungefär 60 bränder rasade, den värsta runt samhället Pedrógão Grande, cirka 15 mil norr om huvudstaden Lissabon. Minst 64 personer befarades omkomna i löpelden. Runt 160 personer är tillfälligt allvarligt skadade.